# Gustav Adolph Andreae-Graubner
Gustav Adolph Andreae-Graubner (* 20. März 1812 in Frankfurt am Main; † 17. März 1892 ebenda) war ein Politiker der Freien Stadt Frankfurt.
Gustav Adolph Andreae-Graubner war Handelsmann in Frankfurt am Main. Am 25. Oktober 1848 wurde er in die Constituierende Versammlung der Freien Stadt Frankfurt gewählt. Er gehörte dem Gesetzgebenden Körper 1864–1866 und der Ständigen Bürgerrepräsentation 1862–1866 an.